# Dusona affinis
Dusona affinis là một loài tò vò trong họ Ichneumonidae.